# Солнечное затмение 1 июня 2030 года
Солнечное затмение 1 июня 2030 года — кольцеобразное солнечное затмение 128 сароса, которое лучше всего будет видно на севере Африки, в Европе и Азии. Максимальная фаза затмения составит 0.9443, а максимальная длительность кольцеобразной фазы — 5 минут 21 секунда.
Это затмение является повторением через сарос кольцеобразного солнечного затмения 20 мая 2012 года. Следующее затмение данного сароса произойдёт 11 июня 2048 года.

## Обстоятельства видимости затмения
Полоса кольцеобразной фазы начнётся в северной Африке на территории Алжира в 04:47:11 по UTC (частные фазы начнутся в 03:34:36 UTC). Далее центральная полоса пойдёт в северо-восточном направлении, пройдёт через территории Туниса и Ливии. После прохождения через остров Мальта, затмение наступит и в Европе. В Европе кольцеобразная фаза пройдёт по территории Греции, Турции, Болгарии (юго-восток страны), пройдёт через Крымский полуостров, войдёт на территорию Южного федерального округа России и чуть позже пройдёт по северному побережью Азовского моря. Далее затмение пройдёт по югу Приволжского и Уральского федеральных округов России, а также по северу Казахстана. В Сибири тень сменит направление на восточное, и пройдёт по территории Омской, Новосибирской, Томской и Кемеровской областей. Здесь, на юге Томской области будет зарегистрирована максимальная длительность кольцеобразной фазы — 5 минут и 21 секунда. Кольцеобразное затмение продолжит движение в Красноярском крае, Иркутской области, Республике Бурятия и Забайкальском крае, затем войдёт на территорию северо-востока Китая (здесь направление сменится на юго-восточное). После Китая затмение вернётся в Россию, где пройдёт по югу Амурской области, Еврейской АО, Хабаровскому и Приморскому краю. Наконец, затмение пройдёт через японский остров Хоккайдо, а затем — в северную часть Тихого океана, где кольцеобразная фаза завершится в 08:08:37 по UTC.
Затмение (кольцеобразное или частное) будет видно в 115 странах и зависимых территориях. Для России затмение будет видно на всей территории, и везде Луной будет закрыто более 25% поверхности Солнца, а кольцеобразную фазу можно будет наблюдать с 05:13 по 07:52 UTC.
Основные населённые пункты, где можно наблюдать кольцеобразное затмение:
| Населённый пункт | Время UTC | Η     | Длительность |
| Триполи          | 04:50:55  | 9,0°  | 3 м 55 с     |
| Валлетта         | 04:54:53  | 11,8° | 1 м 29 с     |
| Афины            | 04:57:55  | 20,0° | 4 м 2 с      |
| Патры            | 04:58:08  | 18,6° | 4 м 20 с     |
| Бурса            | 05:02:46  | 25,4° | 3 м 4 с      |
| Стамбул          | 05:04:12  | 25,7° | 4 м 32 с     |
| Севастополь      | 05:12:35  | 30,9° | 3 м 44 с     |
| Симферополь      | 05:13:33  | 31,5° | 3 м 35 с     |
| Керчь            | 05:13:41  | 33,5° | 4 м 42 с     |
| Новороссийск     | 05:15:18  | 34,4° | 3 м 58 с     |
| Краснодар        | 05:16:43  | 35,5° | 3 м 20 с     |
| Ростов-на-Дону   | 05:21:22  | 36,6° | 4 м 16 с     |
| Волгодонск       | 05:23:52  | 38,6° | 4 м 56 с     |
| Волгоград        | 05:28:08  | 40,6° | 4 м 57 с     |
| Уральск          | 05:39:49  | 45,8° | 5 м 5 с      |
| Оренбург         | 05:45:08  | 48,3° | 4 м 47 с     |
| Магнитогорск     | 05:52:53  | 50,3° | 5 м 12 с     |
| Челябинск        | 05:58:15  | 51°   | 0 м 38 с     |
| Петропавловск    | 06:09:30  | 54,5° | 4 м 46 с     |
| Омск             | 06:16:15  | 55,9° | 2 м 49 с     |
| Томск            | 06:35:44  | 55,4° | 5 м 17 с     |
| Красноярск       | 06:48:29  | 54,2° | 4 м 45 с     |
| Братск           | 07:01:14  | 50,2° | 4 м 29 с     |
| Благовещенск     | 07:38:03  | 34,2° | 3 м 27 с     |
| Цзямусы          | 07:45:58  | 31,2° | 1 м 47 с     |
| Саппоро          | 07:56:33  | 21,2° | 4 м 17 с     |